# Ralf Långbacka

Ralf Långbacka och Kalle Holmberg i Åbo 1972.

Ralf Runar Långbacka, född 20 november 1932 i Närpes, Finland, död 27 juli 2022 i Helsingfors, var en finlandssvensk manusförfattare och regissör. 

## Biografi
Ralf Långbacka tog en filosofie kandidatexamen vid Åbo Akademi 1956. Efter studier i München och Berlin var Långbacka verksam vid olika teatrar tills han 1960 och för tre år framåt blev chef för Åbo svenska teater. Efter frilansarbeten på bland annat rikssvenska scener utnämndes han 1971 till chef för finskspråkiga Åbo stadsteater. Under åren 1984–1987 var han sedan chef för Stadsteatern i Helsingfors. Utnämnd till konstnärsprofessor 1979–1983 och 1989–1994. Han undervisade därefter som professor och arbetade som frilansregissör. Han tilldelades hederstiteln akademiker 2004.
Långbacka var son till fredsaktivisten Runar Långbacka och far till skådespelaren Mats Långbacka.